# Сенинск
Сенинск — упразднённая деревня в Тевризском районе Омской области России. Входила в состав Ермиловского сельского поселения. Исключена из учётных данных в 2008 году.

## География
Деревня находилась на левом берегу реки Туй, на расстоянии примерно 3 километра (по прямой) к юго-востоку от села Ермиловка.

## История
Основана в 1907 г. По данным 1928 года посёлок Сенинский состоял из 40 хозяйств. В административном отношении входил в состав Ермиловского сельсовета Тевризского района Тарского округа Сибирского края.

## Население
По данным переписи 1926 года в поселке проживало 236 человек (126 мужчин и 110 женщин), основное население — белоруссы.
Согласно результатам переписи 2002 года, в деревне проживал 1 человек, русский.